# Paul Roland
Pour les articles homonymes, voir Roland (homonymie).
Paul Roland est un acteur et metteur en scène belge né à Bruxelles en 1925 et mort à Bruxelles le 30 juin 2005.

## Biographie
Entré au Jeune Théâtre de l'ULB en 1947, Paul Roland poursuit sa formation de comédien à Paris où il s'inscrit au cours de Charles Dullin et reçoit les enseignements de Jean Vilar, Roger Blin et Marcel Marceau, puis à Bruxelles de Raymond Gérôme.
Dans les années 1950-1960, il interprète de nombreux rôles et signe des mises en scène au Jeune Théâtre de l'ULB, au Rideau de Bruxelles,au Théâtre de Poche, au Théâtre national de Belgique. On retiendra tout particulièrement la création en Belgique en 1957 de En attendant Godot de Samuel Beckett qui lui vaudra l'Ève du Théâtre, pour son interprétation - au côté de Paul Anrieu - du rôle de Vladimir. En 1961, le rôle du Médecin dans Connaissez-vous la voie lactée ? de Karl Wittlinger lui vaudra de remporter, ex aequo avec Georges Aubrey, le prix d'interprétation masculine du Festival international de Barcelone. De Bertolt Brecht, il interprétera tour à tour le rôle d'Arturo Ui et celui de Jonathan Peachum dans L'Opéra de quat'sous (Théâtre National 1961 et 1964). Dans les mêmes années (1961-1962), il monte sur les planches du Théâtre de la Monnaie pour y incarner le personnage de Harry Trevor (Baptista) dans la comédie musicale Kiss me Kate ! En 1972, toujours avec la complicité de Paul Anrieu, il rejouera En attendant Godot. Aucun théâtre ne les ayant accueillis, c'est dans une usine désaffectée qu'un public nombreux assista aux représentations.
Après une parenthèse d'une dizaine d'années, il revient à la scène dans les années 1980, au Nouveau Théâtre de Belgique avec, entre autres, La force de l'habitude de Thomas Bernhardt, Agamemnon de Yannis Ritsos, Vanité de Michel Butor et Le vieil homme d'Alexandrie, spectacle inspiré par la vie et l’œuvre du poète grec originaire d'Alexandrie Constantin Cavafy. À la même époque, mais cette fois sur la scène du Théâtre National, il incarnera le philosophe Descartes dans la pièce de Jean-Claude Brisville créée un an plus tôt, en 1985, à Paris : L'Entretien de M. Descartes avec M. Pascal le jeune. C'est Julien Roy qui lui donne ici la réplique. Julien Roy qui, dix plus tard, contribuera à la mise en scène de La Dernière Bande de Samuel Beckett, ultime apparition de Paul Roland sur la scène d'un théâtre.
Parallèlement à son activité théâtrale, il débute dès les années 1950 à la télévision où, dans un premier temps, il est chargé, aux côtés d’autres comédiens, de lire les nouvelles au journal télévisé. L’Expo 58 sera l’occasion d’une présence accrue sur le petit écran et, dès les années 1960, il rejoint le service « dramatiques » pour lequel il réalisera plus d’une vingtaine de films.
Dans l’esprit qui préside aux débuts de la télévision, en Belgique comme dans d’autres pays voisins, il privilégie, dans le choix des textes qu’il met en scène, la création contemporaine. Citons Samuel Beckett et La Dernière Bande qu’il met en image en 1964, James Saunders avec Un léger accident et Les Voisins, John Hopkins avec Comme des étrangers, Reginald Rose avec L'Affaire Sacco et Vanzetti et Douze hommes en colère, Dino Buzzati avec Un cas intéressant. Mentionnons encore Le vélo dans l’herbe sur un scénario original de l’écrivain belge Jean Sigrid. Les classiques ne sont pas pour autant oubliés tels Les Troyennes d’Euripide - avec entre autres la participation de la comédienne française Maria Meriko -, Mademoiselle Julie de Strindberg, L’ombre d’un franc-tireur de Sean O’Casey ou encore La Voix humaine de Jean Cocteau.
Outre des dramatiques, ils réalisera plusieurs reportages. Ainsi, en 1968, il suivra, aux côtés du reporter Pierre Manuel, la campagne électorale de Robert Kennedy quelque temps avant son assassinat à Los Angeles. De ce voyage aux États-Unis, ils rapporteront également un documentaire de près d'une heure consacré au célèbre pénitencier de Sing-Sing, témoignage précieux sur l'univers carcéral. Dans les mêmes années, il portera son attention sur le phénomène de la Swinging London, Londres capitale de la pop culture et de la minijupe.
À l'occasion du mille cinq centième anniversaire de la naissance de saint Benoît, il réalisera également, avec le journaliste Philippe Dasnoy, une série de quatre films consacrés au monachisme : Des moines et des hommes (1980),. Passionné de musique, il dédiera aussi un reportage au légendaire contre-ténor Alfred Deller et aux stages qu'il donnait à Lacoste, en Provence, ainsi qu'à la pratique musicale à Cambridge.
Son goût de la musique, il le partagera aussi sur les ondes de la radio où il présente dans les années 1960 des émissions de jazz aux côtés de Benoît Quersin. Plus tard, dans les années 1980-1990, ce seront La Musique et le texte et Des hommes et des livres, émissions mêlant musique classique et lectures.
Seul ou aux côtés de son ancien complice Paul Anrieu, il donnera enfin de nombreuses conférences et lectures publiques.
À partir de 1990 jusqu'en 2000, il fera partie du comité de rédaction de la revue Sources, créée et dirigée par le poète et critique Eric Brogniet à Namur, et organisera avec lui d'importantes rencontres littéraires avec Henri Bauchau, Christian Bobin, Philippe Jaccottet, André Du Bouchet, Fernand Verhesen, François Lallier, ou autour d'Edmond Jabès...
L'un des cofondateurs en 1962 de l'INSAS (Institut national supérieur des arts du spectacle), il y donnera des cours d'interprétation dramatique.

## Théâtre[9]

### Les débuts
- 1949-1950 Antigone de Sophocle : Tirésias (Théâtre national de Belgique)
- 1951-1952 Hamlet de Shakespeare : Un fossoyeur (Les Spectacles de Beersel)
- 1952-1953 La Mégère apprivoisée de Shakespeare : Vincentio (Théâtre national)
- 1953-1954 Jules César de Shakespeare : Décius, Marullus, Pindarius (Compagnie des Galeries)
- 1953-1954 Volpone de Ben Jonson : Corvino (Compagnie des Galeries)
- 1954-1955 Androclès et le Lion de George Bernard Shaw : Metellus (Théâtre royal du Parc)

### AuRideau de Bruxelles
- 1955-1956 : L'Affaire Pinedus de Paolo Levi : Le Commissaire[10]
- 1956-1957 : L'Ami de la famille de Jacques Sommet : Pierre[11]
- 1956-1957 : L'Avare de Molière : La Flèche
- 1956-1957 : Le Bal des voleurs de Jean Anouilh : Peterbono
- 1956-1957 : Colombe de Anouilh : La Surette[12]
- 1956-1958 : En attendant Godot de Samuel Beckett : Vladimir
- 1956-1958 : Henri IV de Luigi Pirandello : Berthold (Fino)[13]
- 1956-1957 : Le Ping-pong d'Arthur Adamov : Arthur[14]
- 1956-1957 : Victimes du devoir d'Ionesco : Choubert
- 1957-1958 : Homme pour homme de Bertolt Brecht : Galy Gay
- 1957-1958 : L'Inconnue d'Arras d'Armand Salacrou : Le mendiant
- 1957-1958 : Jacques ou la Soumission d'Ionesco : Jacques[15]
- 1957-1958 : Le Nouveau Locataire d'Ionesco : Le Monsieur
- 1957-1958 : Les Perruches de Jean le Paillot : Jérémie[16]
- 1957-1958 : Un tramway nommé Désir de Tennessee Williams : Steve[17]
- 1957-1958 : Victor ou les Enfants au pouvoir de Roger Vitrac : mise en scène, interprétation : Le Docteur
- 1957-1958 : Castor et Pollux de Jean Welle et François Menesse : Le commis voyageur [18]
- 1964-1965 : L'Esprit souterrain d'après Dostoïevski : Lui[19]
- 1965-1966 : Troïlus et Cressida de Shakespeare : Pandarus[20]
- 1965-1966 : Victor ou les Enfants au pouvoir de Vitrac : mise en scène
- 1966-1967 : L'Instruction de Peter Weiss
- 1966-1967 : Le Roi bonheur de Charles Bertin : Fernando Battaglia
- 1967-1968 : L'Idiot d'après Dostoïevski : Rogogine (Parfion)[21]
- 1968-1969 : Adrien VII de Peter Luke : Jeremiah Sant[22]
- 1970-1971 : Quoi de neuf, aruspice ? de Jean Sigrid : César[23]

### AuThéâtre de Poche
- 1958-1959 : Arlequin, serviteur de deux maîtres de Carlo Goldoni : Docteur Lombardi
- 1958-1961 : Connaissez-vous la voie lactée ? de Karl Wittlinger : Le Médecin[24]
- 1958-1959 : Woyzeck de Georg Büchner
- 1959-1960 : L'Homme et le Surhomme de George Bernard Shaw : mise en scène, interprétation : Don Juan
- 1959-1960 : La Mandragore de Machiavel (1520) : Nicia Calfucci[25]
- 1959-1960 : Monsieur Biedermann et les Incendiaires de Max Frisch[26]
- 1959-1960 : L'Ombre d'un franc-tireur de Seán O'Casey : Donald Davoren
- 1959-1960 : Les Trois Chapeaux claque de Miguel Mihura : Don Dionisio
- 1961-1962 : La Dernière Bande de Samuel Beckett : mise en scène (interprétation par Georges Vanderic)

### AuThéâtre national de Belgique
- 1961-1963 : La Résistible Ascension d'Arturo Ui de Bertolt Brecht : Arturo Ui
- 1963-1965 : L'Opéra de quat'sous de Brecht : Jonathan Peachum
- 1964-1965 : Un mariage risqué de Saul O'Hara : Commandant John Mc Lesby
- 1986-1987 : L'Entretien de M. Descartes avec M. Pascal le jeune de J.-Cl. Brisville : Monsieur Descartes

### Au Nouveau Théâtre de Belgique
- 1981-1982 : La Force de l'habitude de Thomas Bernhard : Caribaldi
- 1982-1983 : Agamemnon de Yannis Ritsos : Agamemnon[27]
- 1982-1983 : Le Vieil Homme d'Alexandrie, sur des textes de Constantin Cavafy, Laurence Durell, E. Morgan Forster, Y. Ritsos : Cavafy
- 1983-1984 : La Cantate à trois voix de Paul Claudel : voix
- 1984-1985 : Vanité de Michel Butor : Pictor

### Autres
- 1966 : Les Chaises de Ionesco : le Vieux, aux côtés de Suzy Falk dans le rôle de la Vieille (Compagnie des Galeries)
- 1966-1967 : Huis clos de Jean-Paul Sartre : mise en scène (Compagnie des Galeries)
- 1969-1970 : À chacun selon sa faim de Jean Mogin : mise en scène (Théâtre royal du Parc)
- 1972 : En attendant Godot de Samuel Beckett : Vladimir (dans une usine désaffectée à Schaerbeek)
- 1996-1997 : La Dernière Bande de Beckett : mise en scène et interprétation (Théâtre de La Valette)

## Filmographie

### Comme comédien
- 1959 : Marche ou crève de Georges Lautner
- 1960 : Si le vent te fait peur d'Émile Degelin : Nozem
- 1965 : Les Aventures des Schtroumpfs (voix)
- 1967 : Le Départ de Jerzy Skolimowski : le patron

### Comme réalisateur (téléfilms)[28]
- 1963 : Mademoiselle Julie de Strindberg
- 1964 : Un léger accident de James Saunders
- 1964 : L’Ombre d’un franc-tireur de Sean O’Casey
- 1964 : La Dernière Bande de Samuel Beckett
- 1964 : Le Séducteur de Diego Fabri
- 1965 : Les Troyennes d’Euripide
- 1965 : La Corde de Patrick Hamilton
- 1965 : Méfie-toi, Giacomino de Pirandello
- 1967 : L'Affaire Sacco et Vanzetti (grand prix du Festival de Prague 1967 et Antenne  de Cristal)[29]
- 1967 : L'Extravagant Captain Smith de Jean Blanchon
- 1968 : Les Voisins de James Saunders
- 1968 : Le Labyrinthe de Charles Israël
- 1970 : Douze hommes en colère de Reginald Rose
- 1970 : La Belle-mère de Jan Jilek
- 1971 : Drôle de fanfare de Terence Frisby (Théâtre national)
- 1971 : Comme des étrangers de John Hopkins
- 1973 : Le Vélo dans l’herbe de Jean Sigrid
- 1973 : Le Bas-blanc de James Saunders d’après D.H. Lawrence
- 1974 : Un cas intéressant de Dino Buzzati
- 1974 : Victor ou les Enfants au pouvoir de Roger Vitrac
- 1975 : Le Cercle étroit de John Hopkins
- 1975 : Le Philanthrope de Christopher Hampton
- 1976 : La Voix humaine de Cocteau
- 1976 : À quoi penses-tu, Lise de Déborah Mortimer

### Comme journaliste
- Living Theatre : le théâtre anarchiste, Radio-télévision belge de la Communauté française, Sonuma, 16 mai 1962.
- Participation comme réalisateur ou journaliste à différentes émissions telles L’œil écoute, Face au public ou Jazz pour tous [30].